# Lâaroussi Barguougui
Lâaroussi Barguougui, né le 21 août 1985, est un footballeur tunisien évoluant au poste de défenseur. 

## Carrière
- Club africain
  - 2008 : Club sportif de Hammam Lif (Tunisie), en prêt
- Jendouba Sports
- Stade gabésien
- ?-2015 : Jeunesse sportive kairouanaise (Tunisie)
  - 2014-2015 : Étoile olympique de Sidi Bouzid (Tunisie), en prêt
- 2015-2016 : Union sportive de Ben Guerdane (Tunisie)
- 2016-2017 : Étoile olympique de Sidi Bouzid (Tunisie)
- 2017-2018 : Sfax railway sport (Tunisie)
- 2018-2020 : El Gawafel sportives de Gafsa (Tunisie)
- 2020-2022 : Étoile olympique de Sidi Bouzid (Tunisie)
- 2022-2023 : El Gawafel sportives de Gafsa (Tunisie)
- 2023-2024 : Sfax railway sport (Tunisie)
- depuis 2024 : Étoile olympique de Sidi Bouzid (Tunisie)